# Wartehalle (Welchenhausen)

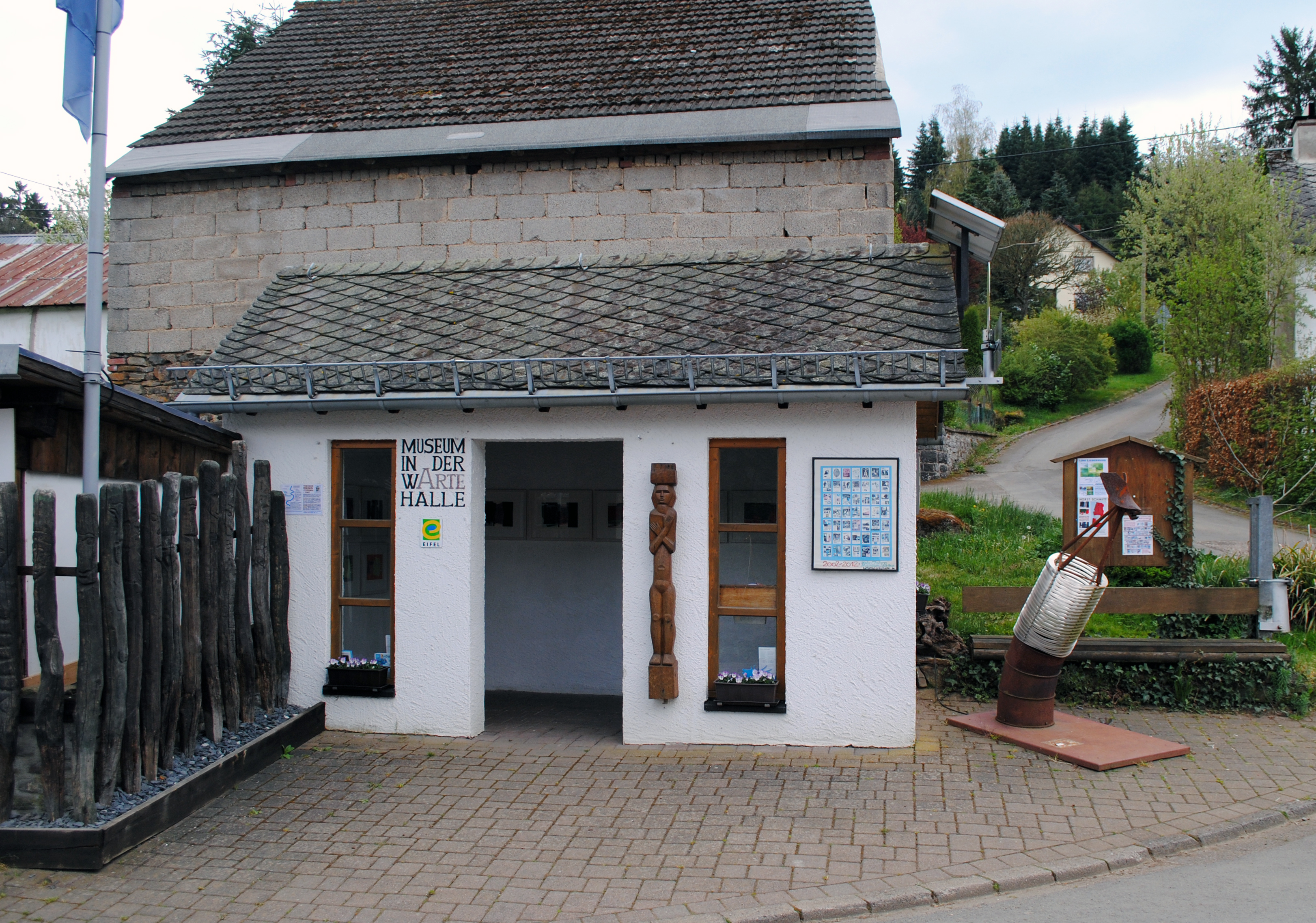
wArtehalle

Die wArtehalle ist ein Museum in Welchenhausen. Mit seinen 10 Quadratmetern gehört es zu den kleinsten Kunstmuseen in Rheinland-Pfalz.

## Geschichte
Die 1995 gebaute Bushaltestellen-Wartehalle für die Kindergarten- und Schulkinder im 36 Einwohner zählenden Ortsteil Welchenhausen wurde bald nur noch von einem Kind genutzt. Bürgerinnen und Bürgern entwickelten die Idee, das kleine Gebäude sinnvoll zu nutzen, z. B. für Ausstellungen. Sie gründeten den „Museumsverein wArtehalle Welchenhausen e.V.“ und die Ortsgemeinde Lützkampen überließ dem Verein das Gebäude zur dauerhaften Nutzung. Im August 2002 wurde die wArtehalle, ein Museum in der Wartehalle, mit mehrmals jährlich wechselnden Ausstellungen eröffnet. Das Museum ist Teil des „KultOUR-Talstraße“ und „Skulpturenweg Welchenhausen“.

## Beschreibung
Die Ausstellungsfläche beträgt nur 10 m². Für die Vernissagen der in der Regel vier Wechselausstellungen pro Jahr wurde ein alter Schuppen neben der „wArtehalle“ überdacht und mit Stühlen und Bänken ausgestattet. Im Museumsraum selbst ist dafür kein Platz. Im „White Cube“ wurden robuste, selbst gebaute Stellwände für die Kunst vor die Wände geschraubt. Im Winter werden wegen der Außentemperaturen versiegelte Fotografien ausgestellt. Und weil das Museum ein Wartehäuschen ist, gibt es keine Tür, nur drei Fenster und ein Pult für das Gästebuch.